# 科爾賽湖國家公園
53°15′N 68°26′E / 53.250°N 68.433°E

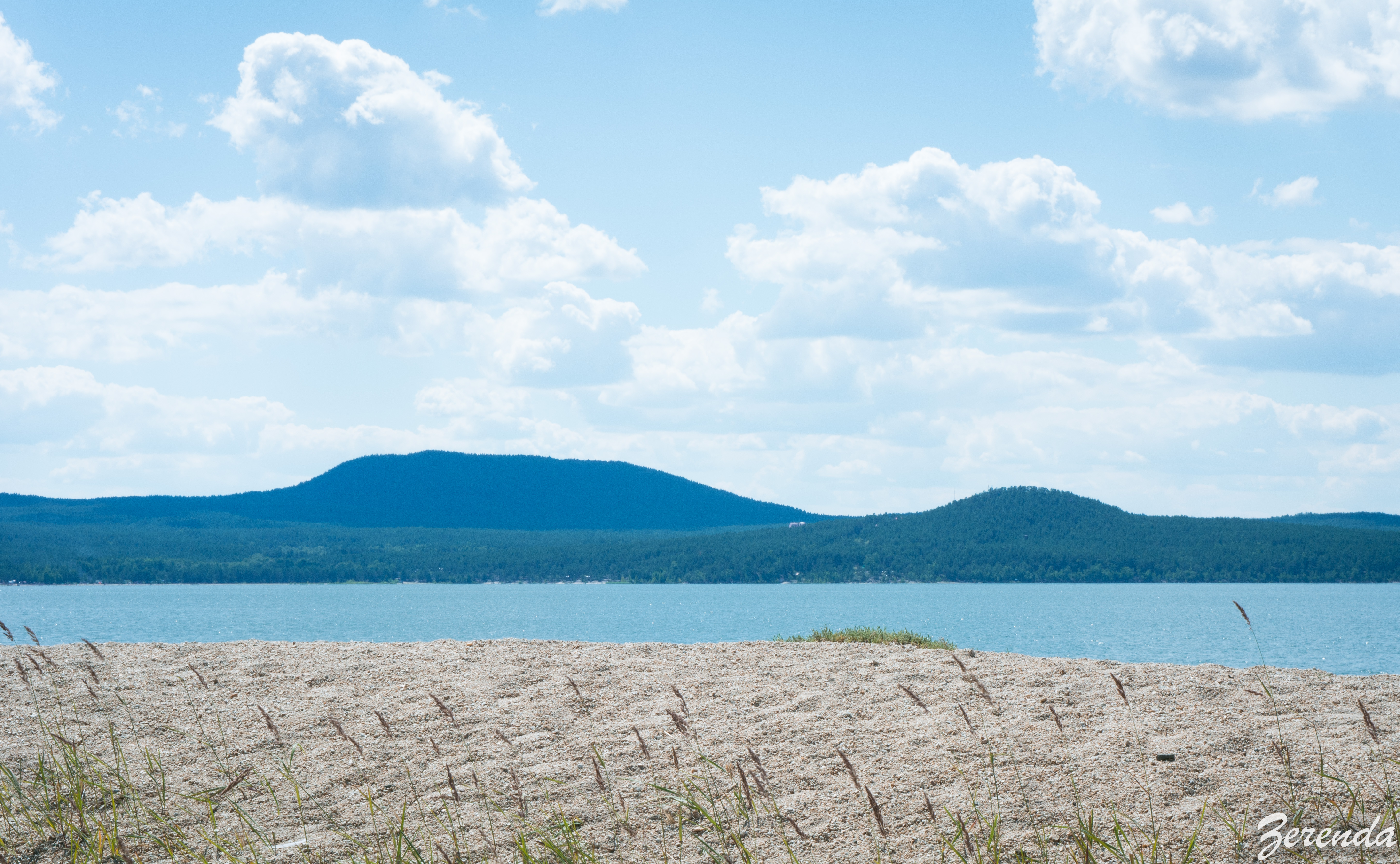

科爾賽湖國家公園是哈薩克的國家公園，位於該國東南部阿拉木圖州，處於阿拉木圖東南面120公里，成立於2007年，面積1,619平方公里。